# Edoardo Ponti
Edoardo Ponti (ur. 6 stycznia 1973 w Genewie) – włoski reżyser i scenarzysta, okazjonalnie także aktor i producent filmowy.

## Życiorys

### Wczesne lata
Urodził się w Genewie w Szwajcarii jako młodszy syn włoskiego producenta filmowego Carla Pontiego Sr. (1912-2007) i włoskiej aktorki Sophii Loren. Ma starszego brata Carlo Ponti Jr. (ur. 29 grudnia 1968), który został dyrygentem i pianistą. Ma przyrodniego brata producenta filmowego Alessandro (ur. 1 września 1953) i przyrodnią siostrę prawnika Guendalinę z pierwszego małżeństwa ojca. 
W 1990 ukończył Aiglon College. W 1994 otrzymał dyplom z cum laude w University of Southern California na wydziale literatury angielskiej i kreatywnego pisania. W 1997 zdobył stopień magistra na wydziale reżyserii i produkcji filmowej w School of Cinema and Television na Uniwersytecie Południowej Kalifornii.

### Kariera
Mając jedenaście lat wystąpił na ekranie w roli syna tytułowej bohaterki granej przez jego matkę w dramacie Aurora (Qualcosa di biondo, 1984), za którą otrzymał nominację do Nastro d'Argento, włoskiej nagrody krytyków filmowych. Zadebiutował jako scenarzysta i reżyser filmu krótkometrażowego Liv (1988), którego producentami byli: Robert Altman i Michelangelo Antonioni, a jego premiera odbyła się na Międzynarodowym Festiwalu Filmowym w Wenecji. 
W 2002 roku był scenarzystą i reżyserem dramatu Pośród obcych (Between Strangers) z muzyką Zbigniewa Preisnera z udziałem swojej matki, Gérarda Depardieu, Miry Sorvino, Malcolma McDowella, Pete'a Postlethwaite'a, Coreya Seviera i Deborah Kary Unger. Film był prezentowany na międzynarodowych festiwalach w Wenecji i Toronto. Zdobył pięć nominacji do kanadyjskiej nagrody Genie. Ponti otrzymał pierwszą nagrodę dla najlepszego reżysera filmowego w Newport Beach Film Festival w Newport Beach, a także nagrodę za zasługi na Los Angeles Italian Film Festival.
W 2011 Ponti napisał scenariusz i wyreżyserował komedię romantyczną Sposób na dziewczynę (Coming & Going) z Fionnulą Flanagan, Sashą Alexander i Ivaną Miličević, a także 12-minutowy film romantyczny Away we Stay z Heleną Christensen i Davidem Gandy.
W 2012 roku, Ponti wyreżyserował pierwszy włoski film Il Turno di Notte lo fanno le stelle z Nastassją Kinski, Enrico Lo Verso i Julianem Sandsem. 
W 2014 roku był producentem i reżyserem adaptacji filmowej sztuki jednorazowej Jeana Cocteau Głos ludzki (Voce umana) z udziałem Sophii Loren i Enrico Lo Verso, za którą odebrał Nagrodę specjalną Davida di Donatello.

### Życie prywatne
11 sierpnia 2007 ożenił się z aktorką Sashą Alexander, znaną z roli agentko Caitlin Todd w serialu CBS Agenci NCIS. Mają córkę Lucię Sofię (ur. 12 maja 2006) i syna Leonardo Fortunato (ur. 20 grudnia 2010).

## Wybrana filmografia
- 1984: Aurora (Qualcosa di biondo)
- 1988: Liv
- 2002: Pośród obcych (Between Strangers)
- 2011: Coming & Going
- 2011: Away we stay
- 2012: The Nightshift Belongs to the Stars
- 2013: The Girl from Nagasaki
- 2014: The Human Voice
- 2020: Życie przed sobą